# فايرفلاي (دي سي كومكس)
فايرفلاي هو شرير خارق في دي سي كومكس من ابتكار فرانس هيرون،ظهرت الشخصية لأول مرة في يونيو 1952.